# Vidkun Quisling
Vidkun Abraham Lauritz Jonssøn Quisling (pronunție norvegiană: [ˈʋɪdkʉn ˈkʋɪʃlɪŋ] ⓘ; n. 18 iulie 1887, Comuna Fyresdal, Telemark, Norvegia – d. 24 octombrie 1945, Comuna Oslo⁠(d), Norvegia) a fost un politician norvegian. La 9 aprilie 1940, în contextul invaziei germane a Norvegiei, a preluat cu forța puterea printr-o lovitură de stat sprijinită de Germania Nazistă.
Între 1942 și 1945, a deținut funcția de Președinte al Consiliului de Miniștri al Norvegiei („Ministerpresident” în limba norvegiană), colaborând cu forțele germane de ocupație ⁠(en)[traduceți]. Guvernul său, cunoscut și ca regimul Quisling⁠(en)[traduceți], era dominat de miniștri din cadrul partidului Nasjonal Samling, fondat de el în 1933. Guvernul colaboraționist a participat – cu și fără intenție – la „Soluția Finală” decisă de naziștii germani. Quisling a fost judecat în cadrul epurării juridice postbelice⁠(en)[traduceți] și a fost găsit vinovat de mai multe fapte penale, între care se numărau: delapidare, omor și înaltă trădare. A fost executat prin împușcare de către un pluton de execuție, la Fortăreața Akershus din Oslo, la 24 octombrie 1945. Cuvântul quisling a devenit sinonim cu trădarea, dovadă a luminii foarte nefavorabile în care au fost și sunt încă văzute acțiunile lui Quisling atât la acea vreme cât și după moartea sa.
Fiul unui pastor protestant, Quisling a elaborat o nouă teorie pe care el a numit-o „Universism” sau „Universalism”, amestecând în ea principii cvasi-creștine, evoluții științifice, principii ale religiilor orientale și unele fragmente filosofice. Înainte de a intra în politică, s-a remarcat în armată, intrând în rândurile statului major în 1911 și specializându-se în afaceri rusești. A fost trimis la post în Rusia în 1918, și a colaborat cu Fridtjof Nansen în timpul foametei din Rusia din 1921 în Ucraina, revenind în Rusia pentru a lucra cu Frederik Prytz la Moscova. Când Prytz a plecat în 1927, Quisling a rămas singurul diplomat norvegian responsabil de gestionarea afacerilor diplomatice britanice. Pentru aceste servicii, a fost decorat cu Ordinul Imperiului Britanic în grad de comandor de către regele George al V-lea, deși decorația i-a fost ulterior retrasă. A revenit în Norvegia în 1929, și a fost ministru al apărării în guvernele lui Peder Kolstad (1931–1932) și Jens Hundseid (1932–1933). Deși Quisling a căpătat ceva popularitate după ce a atacat partidele de stânga, partidul său nu a obținut niciun loc în Storting și era o mișcare politică marginală la momentul loviturii de stat din 1940.

## Primii ani

### Contextul familial
Vidkun Abraham Lauritz Jonssøn Quisling (pronunție în norvegianăⓘ) s-a născut la 18 iulie 1887 la Fyresdal, în județul norvegian Telemark. El era fiul pastorului protestant și genealogistului Jon Lauritz Qvisling⁠(no)[traduceți] (1844–1930) și al soției sale Anna Caroline Bang (1860–1941), fiica lui Jørgen Bang, proprietar de navă și, la acea vreme, cel mai bogat om din orașul Grimstad din sudul Norvegiei. Qvisling ținuse prelegeri la Grimstad în anii 1870, unde una dintre elevele sale fusese Bang, cu care s-a căsătorit la 28 mai 1886 după o logodnă îndelungată. Cuplul proaspăt căsătorit s-a mutat imediat la Fyresdal, unde s-au născut Vidkun și frații săi mai mici.
Numele de familie derivă de la Quislinus, un nume latinizat inventat de strămoșul Lauritz Ibsen Quislin (1634–1703), de la numele satului Kvislemark din Iutlanda, Danemarca, de unde emigrase el. Cu doi frați și o soră, tânărul Quisling era „timid și tăcut, dar și loial și săritor, mereu prietenos, din când în când zâmbind cald”. Scrisori personale, găsite ulterior de istorici, indică și o relație caldă și iubitoare în sânul familiei. Între 1893 și 1900, tatăl său a fost capelan în cartierul Strømsø din Drammen. Aici, Vidkun a mers la școală pentru prima oară. Era agresat de alți elevi din școală din cauza accentului lui din Telemark, dar s-a dovedit un elev bun. În 1900, familia s-a mutat la Skien unde tatăl său a fost numit provost (protopop) al orașului.
În domeniul academic, Quisling a dat dovadă de talent la disciplinele umane, în special la istorie, dar și la științele naturii; s-a specializat în matematică. În acest moment, însă, viața lui nu avea o direcție clară. În 1905, Quisling s-a înscris la Academia Militară Norvegiană⁠(en)[traduceți], după ce a primit cea mai mare notă la examenul de admitere dintre cei 250 de candidați din acel an. Transferându-se în 1906 la Colegiul Militar Norvegian⁠(en)[traduceți], a absolvit cu cea mai mare notă din istoria colegiului de până atunci, de la înființarea lui în 1817, și a fost răsplătit cu o audiență la rege. La 1 noiembrie 1911, a fost încorporat în statul major. Norvegia a rămas neutră în Primul Război Mondial; Quisling detesta mișcarea pacifistă, dar costul ridicat al războiului, suportat de celelalte țări, i-a moderat puțin părerea. În martie 1918, a fost trimis în Rusia ca atașat la legația norvegiană de la Petrograd, pentru a profita de cei cinci ani în care studiase această țară. Deși consternat de condițiile de trai pe care le-a întâmpinat, Quisling a concluzionat totuși că „bolșevicii au un control extraordinar de puternic asupra societății rusești” și s-a minunat cum Leon Troțki reușise să mobilizeze Armata Roșie atât de bine; prin contrast, el a remarcat că, acordând prea multe drepturi poporului rus, Guvernul Provizoriu Rus al lui Alexandr Kerenski și-a atras propria cădere. Când legația a fost rechemată în decembrie 1918, Quisling a devenit expertul militar norvegian în chestiuni rusești.

### Călătoriile

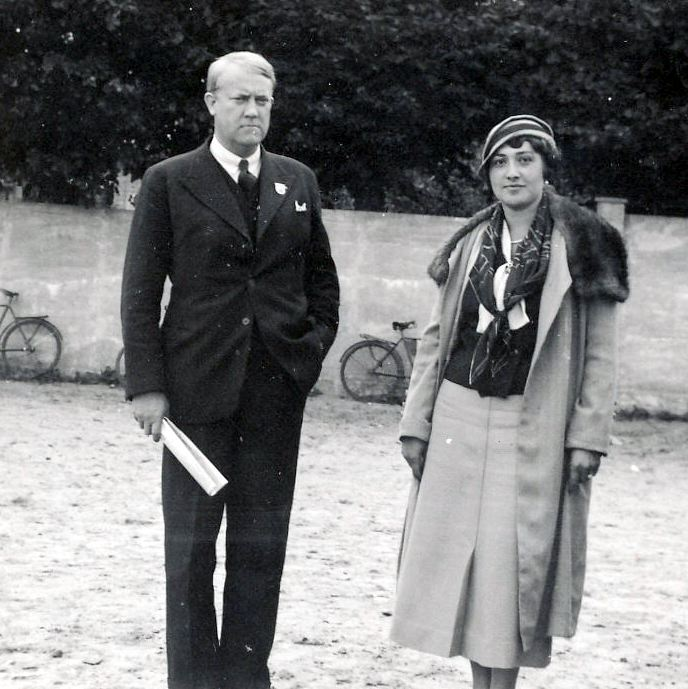
Quisling și a doua sa soție, no.

În septembrie 1919, Quisling a plecat din Norvegia și a devenit ofițer de informații la delegația norvegiană de la Helsinki, post ce combina politica cu diplomația. În toamna lui 1921, Quisling a plecat din nou din Norvegia, de această dată la cererea exploratorului și umanitaristului Fridtjof Nansen, iar în ianuarie 1922 a sosit în capitala ucraineană Harkov pentru a contribui la efortul umanitar întreprins acolo sub egida Ligii Națiunilor. Evidențiind enorm de slaba gestionare a zonei și numărul de morți de circa zece mii pe zi, Quisling a produs un raport care a atras ajutoare și a dat dovada priceperii sale administrative, precum și hotărârea lui fermă de a obține ceea ce dorește. La 21 august, el s-a căsătorit cu rusoaica Alexandra Andreevna ("Asja") Voronina, fiica unui negustor ambulant. Alexandra scria în memoriile ei că Quisling i-a făcut declarații de dragoste, dar după scrisorile sale către casă și după investigațiile familiei lui, se pare că nu s-a pus niciodată problema unei implicări romantice între cei doi. Se pare că Quisling a dorit doar să scoată fata din sărăcie oferindu-i un pașaport norvegian și siguranță financiară.
Părăsind Ucraina în septembrie 1922, Quisling și Asja s-au întors la Harkov în februarie 1923 pentru a prelungi eforturile de ajutorare, Nansen descriind activitatea lui Quisling ca fiind „cu totul indispensabilă”. Quisling a găsit o situație mult ameliorată și, cum nu avea parte de provocări noi, i s-a părut o călătorie mai anostă decât anterioara. A întâlnit-o însă pe Maria Vasiljevna Pasetsjnikova⁠(no)[traduceți] (în rusă Мари́я Васи́льевна Па́сечникова, transliterat: Maria Vasilevna Pasecinikova), o ucraineancă cu peste zece ani mai tânără. Jurnalele ei din acea vreme „indică o poveste de dragoste incipientă” în vara lui 1923, deși Quisling se căsătorise cu Asja cu un an în urmă. Ea își amintește că a fost impresionată de fluența sa în limba rusă, de aspectul său arian și de comportamentul elegant. Quisling se pare că s-a căsătorit cu Pasetsjnikova la Harkov la 10 septembrie 1923, deși nu au fost găsite documente legale. Biograful lui Quisling, Dahl, consideră că cel mai probabil a doua căsătorie nu a fost niciodată oficială. Indiferent de aceasta, cuplul s-a comportat ca și cum ar fi fost căsătorit, și și-au celebrat aniversări ale nunții. La scurt timp după căsătorie, misiunea de ajutorare a luat sfârșit și cei trei au plecat din Ucraina, și din vara lui 1923 au pus la cale să petreacă un an la Paris. Maria dorea să vadă Europa; Quisling dorea să se odihnească după durerile de stomac de care suferise toată iarna.

#### Paris, Europa de Est și Norvegia
Șederea la Paris a impus o lăsare la vatră temporară, pe care Quisling a înțeles-o treptat-treptat ca fiind permanentă: reducerile de cheltuieli militare însemnau că nu va mai exista un post pentru el la întoarcere. Quisling și-a dedicat studiului mare parte din perioada petrecută în capitala Franței, citind opere de teorie politică și lucrând la proiectul său filosofic, pe care l-a denumit Universism. La 2 octombrie 1923 a convins cotidianul Tidens Tegn⁠(en)[traduceți] din Oslo să-i publice un articol prin care cerea recunoașterea diplomatică a guvernului sovietic. Șederea la Paris nu a durat atât de mult cât dorea Quisling inițial, și spre sfârșitul lui 1923 a început să lucreze la noul proiect al lui Nansen de repatriere⁠(en)[traduceți] în Balcani, sosind la Sofia în Noiembrie. El a petrecut următoarele două luni călătorind constant cu soția sa Maria. În ianuarie, ea a revenit la Paris pentru a avea grijă de Asja, care a preluat un fel de rol de fiică adoptivă a celor doi; Quisling li s-a alăturat în februarie.
În vara lui 1924, cei trei au revenit în Norvegia, de unde Asja a plecat să stea cu o mătușă la Nisa și nu s-a mai întors. Deși Quisling i-a promis că se va îngriji de bunăstarea ei, el trimitea bani neregulat, și în anii care au urmat a pierdut mai multe ocazii de a o vizita. Întors în Norvegia, spre rușinea lui ulterioară, Quisling s-a găsit atras în mișcarea comunistă a laburiștilor norvegieni. Printre alte politici, el a susținut, fără succes, o „miliție populară” pentru apărarea țării de atacuri reacționare, și i-a întrebat pe membrii mișcării dacă doresc să știe ce informații deține statul major despre ei, dar nu a primit răspuns. Deși scurta sa asociere cu extrema stângă pare improbabilă dat fiind direcția politică ulterioară a lui Quisling, Dahl sugerează că, după o copilărie conservatoare, era în acel moment „șomer și deprimat ... cu profunde resentimente față de statul major ... [și] într-un proces de radicalizare politică”. Dahl adaugă că ideile politice ale lui Quisling de la acea vreme pot fi sumarizate ca „o fuziune între socialism și naționalism”, cu simpatii categorice față de regimul sovietic din Rusia.

#### Rusia și scandalul rublelor
În iunie 1925, Nansen i-a oferit din nou lui Quisling o posibilitate de angajare. Cei doi au început un tur al Armeniei, unde sperau să ajute la repatrierea armenilor băștinași prin mai multe proiecte propuse pentru finanțarea Ligii Națiunilor. În ciuda eforturilor substanțiale ale lui Quisling, toate proiectele au fost însă respinse. În mai 1926, Quisling a găsit un nou serviciu împreună cu vechiul său prieten și compatriot norvegian Frederik Prytz la Moscova, lucrând ca ofițer de legătură între Prytz și autoritățile sovietice care dețineau jumătate din firma lui Prytz, Onega Wood. El a lucrat aici până când Prytz a început să pregătească închiderea afacerii la începutul lui 1927, când Quisling s-a angajat din nou ca diplomat. Afacerile britanice în Rusia erau gestionate de Norvegia, iar el a devenit noul secretar al legației; Maria a venit și ea la sfârșitul lui 1928. A izbucnit un mare scandal după ce Quisling și Prytz au fost acuzați de folosirea canalelor diplomatice pentru a scoate milioane de ruble pe piața neagră, o afirmație repetată frecvent și care ulterior avea să fie folosită pentru a susține o acuzație de „faliment moral”, dar nici ea și nici acuzația că Quisling a spionat pentru britanici nu a fost vreodată dovedită.
Linia mai dură ce se dezvolta acum în politica rusă a dus la distanțarea lui Quisling de bolșevism. Guvernul sovietic respinsese de la prima lectură propunerile lui pentru Armenia, și obstrucționase o tentativă a lui Nansen de a ajuta la ameliorarea situației produse de foametea din Ucraina din 1928. Quisling a luat aceste refuzuri ca un afront personal; în 1929, cum britanicii erau dornici să-și reia controlul asupra misiunii diplomatice, a părăsit Rusia. A fost decorat cu Ordinul Imperiului Britanic în grad de comandor (CBE) pentru serviciile aduse Regatului Unit, decorație revocată de regele George al VI-lea în 1940. În acest moment, Quisling primise și Ordinul Coroana României și Ordinul Sfântul Sava⁠(en)[traduceți] al Iugoslaviei pentru eforturile sale umanitare.

## Începuturile carierei politice

### Revenirea finală în Norvegia
După ce petrecuse nouă din ultimii doisprezece ani în străinătate, dar fără experiență practică în politica de partid în afara Armatei Norvegiene, Quisling s-a întors în Norvegia în decembrie 1929, aducând cu el un plan de schimbare denumit de el Norsk Aktion („Acțiunea Norvegiană”). Organizația pe care intenționa să o creeze urma să fie alcătuită din unități naționale, regionale și locale, cu intenția de a face recrutări în stilul Partidului Comunist Sovietic. Ca și Action Française a dreptei franceze, susținea schimbări constituționale radicale. Parlamentul Norvegiei (Storting), urma să devină bicameral, a doua cameră fiind formată din reprezentanți aleși din rândul clasei muncitoare, după model sovietic. Quisling s-a concentrat mai mult pe organizare decât pe aspectele practice ale guvernării; de exemplu, toți membrii Norsk Aktion urmau să aibă un rang propriu într-o ierarhie militaristă.
Quisling a vândut apoi un număr mare de antichități și opere de artă pe care le cumpărase pe prețuri mici în Rusia postrevoluționară. Colecția sa avea circa 200 de tablouri, inclusiv opere ce ar fi fost realizate de Rembrandt, Goya, Cézanne și numeroși alți mari artiști. Colecția, conținând „veritabile comori”, fusese asigurată pentru aproape 300.000 de coroane. În primăvara lui 1930, s-a asociat din nou cu Prytz, întors și el din Norvegia. Ei au participat la niște întruniri regulate de grup împreună cu alți oameni de afaceri și ofițeri de vârstă medie, întruniri descrise ulterior ca „definiție de manual a unui grup fascist de inițiativă”, prin care Prytz părea hotărât să-l lanseze pe Quisling în politică.
După moartea lui Nansen la 13 mai 1930, Quisling s-a folosit de relația sa cu redactorul de la ziarul Tidens Tegn pentru a-și publica pe prima pagină un articol despre Nansen, intitulat "Politiske tanker ved Fridtjof Nansens død" („Gânduri politice la moartea lui Fridtjof Nansen”), la 24 mai. În articol, el sublinia zece puncte ce urmau să definitiveze viziunea lui Nansen aplicată Norvegiei, între ele „guvernare puternică și dreaptă” si un „mai mare accent pe rasă și ereditate”. Această temă a fost continuată în noua sa carte, Rusia și noi (în norvegiană Russland og vi), publicată în foileton în Tidens Tegn în toamna lui 1930. Susținând un război împotriva bolșevismului, cartea nedisimulat rasistă l-a catapultat pe Quisling în reflectorul politicii. În ciuda ambivalenței lui anterioare, a ocupat un loc în comisia din Oslo a Ligii pentru Patrie⁠(en)[traduceți] ce fusese condusă de Nansen. Între timp, el și Prytz au fondat o nouă mișcare politică, Nordisk folkereisning i Norge („Deșteptarea populară nordică în Norvegia”), cu un comitet central de 31 de persoane și cu Quisling ca fører—deținător deplin al puterii executive a organizației—deși Quisling pare să nu fi fost în vreun fel atașat de această denumire. Prima ședință a ligii a avut loc la 17 martie 1931, iar scopul mișcării a fost declarat „eliminarea insurgenței comuniste importate și depravate”.

### Ministru al apărării
Quisling a părăsit Nordisk folkereisning i Norge în mai 1931 pentru a fi numit în funcția de ministru al apărării în guvernul agrarian⁠(en)[traduceți] al lui Peder Kolstad, deși nu era nici agrarian și nici prieten cu Kolstad. El îi fusese propus lui Kolstad pentru această funcție de Thorvald Aadahl⁠(en)[traduceți], redactor al ziarului agrarian Nationen⁠(en)[traduceți], care era la rândul său influențat de Prytz. Numirea a luat prin surprindere pe mulți din parlamentul norvegian. Prima acțiune a lui Quisling în această funcție a fost să trateze urmările bătăliei de la Menstad⁠(en)[traduceți], un „extrem de aprig” conflict de muncă, trimițând acolo trupe. După ce a evitat la limită criticile stângii politice pe marginea gestionării disputei, dar și dezvăluirile despre ideile lui anterioare de înființare a unei „miliții”, Quisling și-a îndreptat atenția către amenințarea comunistă. El a alcătuit o listă a conducerii Opoziției Sindicale Revoluționare⁠(en)[traduceți], presupușii agitatori de la Menstad; mai mulți dintre ei au fost în cele din urmă acuzați de subminarea puterii de stat și de violențe împotriva poliției. Politicile lui Quisling au avut ca urmare înființarea unei miliții permanente denumită Leidang care, spre deosebire de organizația pe care și-o imaginase în trecut, urma să fie contra-revoluționară. În ciuda disponibilității imediate de ofițeri de rang scăzut în rezervă, cauzată de reducerile de cheltuieli cu apărarea, în 1934 fuseseră înființate doar șapte unități, iar restricțiile de finanțare au făcut ca ele să cuprindă mai puțin de o mie de persoane înainte de a dispărea încet. La un moment dat în perioada 1930–1933, prima soție a lui Quisling, Asja, a fost notificată de anularea căsătoriei cu el.
Pe la jumătatea lui 1932, Nordisk folkereisning i Norge a fost obligată să confirme că, deși Quisling rămăsese în guvern, el nu va mai deveni membru al partidului. Ei au afirmat că programul partidului nu are vreo bază în vreun fel de fascism, inclusiv în modelul național-socialist. Aceasta nu a atenuat criticile adresate lui Quisling, care a rămas constant în atenția presei, deși își construia treptat o reputație de administrator disciplinat și eficient. După ce a fost atacat în biroul său de un individ înarmat cu un cuțit și care i-a aruncat piper măcinat în față la 2 februarie 1932, unele ziare, în loc să se concentreze pe atac, au sugerat că atacatorul ar fi soțul gelos al uneia dintre menajerele lui Quisling; altele, în special cele aliniate cu Partidul Muncii, au susținut că toată afacerea a fost o înscenare. În noiembrie 1932, politicianul laburist Johan Nygaardsvold⁠(en)[traduceți] a înaintat această teorie Parlamentului, determinând pe unii parlamentari să ceară cercetarea lui pentru calomnie. Nu s-a făcut nicio acuzație formală, iar identitatea atacatorului nu a fost niciodată confirmată. Quisling a indicat ulterior că a fost o tentativă de a sustrage documente militare lăsate recent de general-locotenentul suedez Wilhelm Kleen. Așa-numita „afacere a piperului” a polarizat opiniile în jurul lui Quisling și a crescut temerile guvernului în ce privește elementele sovietice ce acționau relativ deschis în Norvegia în promovarea agitațiilor muncitorești.
După moartea lui Kolstad în martie 1932, Quisling și-a păstrat postul de ministru al apărării în al doilea guvern agrarian al lui Jens Hundseid din motive politice, deși a rămas într-o acerbă opoziție cu șeful guvernului de-a lungul întregului mandat. Așa cum fusese cazul și sub Kolstad, Quisling a fost implicat în numeroasele polemici ce au înconjurat guvernarea Hundseid. La 8 aprilie în acel an, Quisling a avut ocazia să se apere în Parlament pe problema afacerii piperului, dar a folosit ocazia să atace în schimb partidele laburist și comunist, susținând că unii membri pe care i-a numit erau infractori și „dușmani ai patriei și poporului nostru”. Susținerea pentru Quisling din partea elementelor de extremă dreaptă din societatea norvegiană a crescut peste noapte, și 153 de persoane au semnat o petiție prin care cereau investigarea afirmațiilor lui Quisling. În lunile ce au urmat, zeci de mii de norvegieni au continuat să ceară acest lucru, iar vara lui Quisling a fost plină de discursuri ținute la mitinguri politice cu largă participare. În Parlament, însă, discursul lui Quisling a fost considerat o sinucidere politică; nu doar că dovezile erau slabe, dar s-au ridicat întrebări de ce informația nu a fost făcută publică mai devreme dacă amenințarea revoluționară este atât de gravă.

### Lider popular de partid
De-a lungul anului 1932 și în 1933, influența lui Prytz asupra Nordisk folkereisning i Norge a slăbit și avocatul Johan Bernhard Hjort⁠(en)[traduceți] a preluat rolul principal. Hjort dorea să colaboreze cu Quisling datorită noii sale popularități, și cei doi au alcătuit un nou program de politici de dreapta, între care se includeau interzicerea partidelor revoluționare inclusiv cele finanțate de organizații străine, cum ar fi Cominternul, suspendarea dreptului de vot pentru cetățenii ce beneficiau de ajutor social, subvenții pentru agricultură, și un audit al finanțelor publice. În 1932, în contextul afacerii Kullmann⁠(en)[traduceți], Quisling s-a întors împotriva primului ministru deoarece acesta i-a pus în discuție atitudinea dură împotriva agitatorului pacifist căpitanul Olaf Kullmann. Într-un memorandum prin care își prezenta propunerile de reformă economică și socială, distribuite întregului cabinet, Quisling a cerut demisia primului ministru. Cum guvernul a început să se clatine, popularitatea personală a lui Quisling a atins noi culmi; a fost denumit „omul anului”, și existau așteptări pentru un mare succes în alegeri.
În ciuda noului program, unele persoane din cercul lui Quisling încă favorizau o lovitură de cabinet. Ulterior, el a spus că se gândise să recurgă la forță pentru a răsturna guvernul, dar, la sfârșitul lui februarie, Partidul Liberal a reușit aceasta. Cu ajutorul lui Hjort și Prytz, Nordisk folkereisning i Norge a devenit rapid partid politic, cu denumirea de Nasjonal Samling (NS, în traducere „Unitatea Națională”), gata să participe la alegerile din octombrie. Quisling a fost oarecum dezamăgit, și ar fi preferat să conducă o mișcare națională, nu doar unul din șapte partide politice. Nasjonal Samling a anunțat la scurt timp că va susține și candidați ai altor partide, dacă aceștia susțin la rândul lor scopul-cheie de „instituire a unui guvern național puternic și stabil independent de politica ordinară de partid”. Deși nu a fost peste noapte un succes în cadrul spectrului politic deja aglomerat, partidul a dobândit încet susținere. Cu credința de inspirație nazistă în autoritatea centrală a unui Führer⁠(en)[traduceți] puternic, și cu puternicele sale elemente de propagandă, el a obținut susținerea multora dintre membrii claselor sociale elevate din Oslo, și a început să lase impresia că în spatele său se află interese financiare mari.
Creșterea susținerii s-a materializat când Bygdefolket⁠(no)[traduceți] (Asociația de Ajutor Reciproc a Fermierilor din Norvegia) a cerut ajutor financiar de la Nasjonal Samling, care la rândul său a dobândit influență politică și o rețea utilă de activiști de partid bine pregătiți. Partidul lui Quisling nu a reușit însă nicio coaliție antisocialistă largă, în parte din cauza concurenței Partidului Conservator⁠(en)[traduceți] pe voturile de dreapta. Deși Quisling nu a putut să dea dovada unei priceperi de orator, reputația sa pentru scandal a asigurat totuși că electoratul este informat de existența Nasjonal Samling. Ca urmare, partidul s-a bucurat de un succes moderat în alegerile din Octombrie⁠(en)[traduceți], cu 27.850 de voturi—aproximativ două procente din votul național, și circa trei procente și jumătate în colegiile unde a trimis candidați. Prin aceasta, a devenit al cincilea partid ca dimensiune în Norvegia, depășindu-i pe comuniști, dar nu și pe conservatori, laburiști, liberali și agrarieni, și neobținând niciun loc în Parlament.

### Føreral unui partid în declin
După dezamăgitoarele rezultate ale alegerilor, atitudinea lui Quisling față de negociere și compromis a devenit mai ostilă. O ultimă încercare de a forma o coaliție de dreapta în martie 1934 a eșuat și, de la sfârșitul lui 1933, Nasjonal Samling a început să-și dezvolte propria formă de național-socialism. Fără un conducător în Parlament, partidul a întâmpinat însă greutăți în a introduce propunerea de reformă constituțională de care avea nevoie pentru a-și îndeplini ambițiile. Când Quisling a încercat să introducă propunerea direct, ea a fost respinsă pe loc, iar partidul a intrat în declin. În vara lui 1935, presa îl cita pe Quisling ca spunând adversarilor că „vor cădea capete” imediat ce va ajunge el la putere. Amenințările acestea au distrus ireparabil imaginea partidului, și în următoarele luni au demisionat câțiva membri importanți ai partidului, între care Kai Fjell⁠(en)[traduceți] și fratele lui Quisling, Jørgen.
Quisling a început să se familiarizeze cu mișcarea fascistă internațională, participând la Conferința Fascistă de la Montreux⁠(en)[traduceți] din decembrie. Pentru partidul lui, asocierea cu fascismul italian a căzut în cel mai rău moment posibil, puțin după mediatizarea incursiunile ilegale ale Italiei în Abisinia⁠(en)[traduceți]. La întoarcerea de la Montreux, s-a întâlnit cu ideologul nazist și teoreticianul de politică externă Alfred Rosenberg, și deși prefera să-și vadă propriile politici drept o sinteză între fascismul italian și nazismul german, la momentul alegerilor din 1936, Quisling devenise parțial acel „Hitler norvegian” care îl acuzau adversarii săi că este. Aceasta a fost cauzată în parte de atitudinea sa antisemită, manifestată prin faptul că asocia iudaismul cu marxismul, cu liberalism și, din ce în ce mai mult, cu orice considera el a fi discutabil, și în parte de similitudinile din ce în ce mai mari ale Nasjonal Samling cu Partidul Nazist German. Deși a beneficiat în mod neașteptat de acceptul guvernului norvegian de a-l aresta pe Leon Troțki la cererea sovieticilor, campania electorală a partidului nu a prins deloc elan. Deși Quisling credea sincer că are susținerea a circa 100.000 de alegători, și declara partidului că va câștiga cel puțin zece locuri, Nasjonal Samling a obținut doar 26.577 de voturi, mai puțin ca în 1933 când avea candidați în doar jumătate din colegii. Sub această presiune, partidul s-a scindat, Hjort conducând grupul disident; deși la început au plecat doar cincizeci de membri, mulți alții au plecat pe rând de-a lungul anului 1937.
Numărul scăzut de membri de partid a produs multe probleme pentru Quisling, mai ales de ordin financiar. Ani de zile avusese dificultăți financiare și se baza pe moștenirea sa, pe măsură ce din ce în ce mai multe din tablourile lui se dovedeau a fi copii atunci când încerca să le vândă. Vidkun și fratele său Arne au vândut un tablou de Frans Hals pentru doar patru mii de dolari, crezând că este o copie și nu opera de cincizeci de mii de dolari pe care o crezuseră ei odinioară, doar pentru a afla ulterior că a fost reclasificată ca original și reevaluată la o sută de mii de dolari. În condițiile grele ale Marii Crize, nici măcar originalele nu mai aduceau atâția bani cât spera Quisling. Dezamăgirea sa față de societatea norvegiană a fost accentuată de veștile despre intențiile de a revizui constituția⁠(en)[traduceți] în 1938, prin care un mandat parlamentar ar fi fost extins imediat de la trei la patru ani, schimbare față de care Quisling se opunea ferm.

## Al Doilea Război Mondial

### Venirea războiului
În 1939, Quisling și-a îndreptat atenția către pregătirile Norvegiei în vederea anticipatului război european, ceea ce el credea că implică o creștere drastică a bugetului național pentru apărare pentru a-i garanta neutralitatea. Între timp, Quisling a ținut prelegeri intitulate „Problema evreiască în Norvegia” și l-a susținut pe Adolf Hitler în ceea ce părea a fi un crescând viitor conflict. Deși a condamnat Kristallnacht, el i-a trimis liderului german o felicitare la împlinirea a 50 de ani, mulțumindu-i pentru „salvarea Europei de bolșevism și de dominația evreiască”. În 1939, Quisling a susținut că, în caz că o alianță anglo-rusă ar face neutralitatea imposibilă, Norvegia va trebui să „meargă cu Germania”. Invitat în Germania în vara lui 1939, el a început un tur al mai multor orașe germane și daneze. A fost primit deosebit de bine în Germania, care a promis fonduri pentru progresul poziției Nasjonal Samling' în Norvegia, și deci pentru răspândirea sentimentelor pro-naziste. Când a izbucnit războiul la 1 septembrie, Quisling și-a simțit acțiunile justificate atât de eveniment cât și de imediata superioritate de care a dat dovadă armata germană. A rămas fățiș încrezător că, în ciuda dimensiunilor reduse, partidul va ajunge în curând în centrul atenției vieții politice.
În următoarele nouă luni, Quisling a continuat să conducă un partid al cărui rol era cel mult periferic în politica norvegiană. El a fost totuși activ, și în octombrie 1939 a lucrat cu Prytz la un plan în cele din urmă nereușit între Regatul Unit, Franța și Germania și la o ulterioară participare a lor într-o nouă uniune economică. Quisling s-a gândit și cum ar trebui Germania să intre în ofensivă împotriva aliatului ei de la acel moment, Uniunea Sovietică, și la 9 decembrie a călătorit în Germania pentru a-și prezenta planurile sale complexe. După ce i-a impresionat pe oficialii germani, a obținut o audiență cu Hitler însuși, planificată pentru 14 decembrie, în vederea căreia a primit sfaturi ferme din partea legăturilor lui că cel mai util lucru pe care poate să-l facă ar fi să-i ceară lui Hitler ajutorul în vederea unei lovituri de stat pro-germane în Norvegia, care ar permite germanilor să utilizeze Norvegia ca bază navală. Din acel moment, Norvegia și-ar fi păstrat oficial neutralitatea cât mai mult timp posibil, și în cele din urmă țara ar fi căzut sub control german mai degrabă decât britanic. Nu este clar cât a înțeles Quisling despre implicațiile tactice ale unei asemenea mișcări, el bazându-se în schimb pe viitorul său ministru de interne Albert Hagelin⁠(en)[traduceți], care vorbea fluent germana, pentru a aduce argumentele relevante în fața oficialilor germani la Berlin în timpul unor convorbiri preliminare, chiar dacă Hagelin era predispus uneori la exagerări dăunătoare. Quisling și contactele sale din Germania au plecat aproape sigur cu idei divergente în ce privește căderea de acord asupra necesității unei invazii germane.
La 14 decembrie 1939, Quisling s-a întâlnit cu Hitler. Liderul german a promis să răspundă la orice invazie britanică a Norvegiei (Planul R 4⁠(en)[traduceți]), poate preemptiv, cu o contrainvazie germană, dar considera că planurile lui Quisling pentru o lovitură de stat norvegiană și pentru o pace anglo-germană sunt de un optimism nejustificat. Cu toate acestea, Quisling avea să continue să primească fonduri pentru Nasjonal Samling. Cei doi s-au mai întâlnit o dată după patru zile, și apoi Quisling a scris un memorandum în care îi spunea explicit lui Hitler că el nu se consideră național-socialist. Mașinațiunile germanilor au continuat, iar lui Quisling i s-au ascuns intenționat informații. El a suferit și de o boală acută, probabil nefrită⁠(en)[traduceți] la ambii rinichi, pentru care a refuzat spitalizarea. Deși s-a întors la lucru la 13 martie 1940, a fost bolnav câteva săptămâni. Între timp, incidentul Altmark a complicat eforturile Norvegiei de a-și păstra neutralitatea. Hitler însuși a rămas ambivalent între a aștepta sau nu o invitație de la guvernul norvegian înaintea ocupării țării. În cele din urmă, Quisling a fost convocat la 31 martie, și a acceptat, fără entuziasm, să meargă la Copenhaga pentru a se întâlni cu ofițerii naziști de informații care i-au cerut informații despre fortificațiile și despre protocoalele de apărare ale Norvegiei. S-a întors în Norvegia la 6 aprilie și, la 8 aprilie, a demarat Operațiunea Wilfred⁠(en)[traduceți] a britanicilor, prin care Norvegia a fost adusă în război. Cu forțele aliate pe teritoriul norvegian, Quisling se aștepta la un tipic răspuns rapid german.

### Invazia germană și lovitura de stat
În primele ore ale zilei de 9 aprilie 1940, Germania a invadat Norvegia pe aer și pe mare, cu intenția de a-i captura pe regele Haakon al VII-lea și pe membrii guvernului primului ministru Johan Nygaardsvold⁠(en)[traduceți]. Informat însă de posibilitatea invaziei, președintele Parlamentului, conservatorul⁠(en)[traduceți] C. J. Hambro⁠(en)[traduceți] a aranjat evacuarea lor la Hamar în estul țării. Crucișătorul Blücher⁠(en)[traduceți], ce transporta mare parte din personalul ce urma să preia administrația Norvegiei, a fost scufundat de torpile și artilerie din Cetatea Oscarsborg⁠(en)[traduceți] din Oslofjord⁠(en)[traduceți]. Germanii se așteptau ca guvernul să capituleze și să poată fi înlocuit rapid; niciuna nu s-a întâmplat, deși invazia a continuat. După ore de discuții, Quisling și partenerii săi germani au hotărât că este nevoie de o lovitură de stat imediată, deși aceasta nu era opțiunea preferată nici de ambasadorul Germaniei Curt Bräuer⁠(en)[traduceți] și nici de Ministerul German de Externe.
După-amiaza, ofițerul german de legătură Hans Wilhelm Scheidt i-a spus lui Quisling că dacă își alcătuiește un guvern, el va fi aprobat personal de Hitler. Quisling a întocmit o listă de miniștri și, deși fusese mutat la doar circa 50 km la Elverum, a acuzat guvernul legitim că ar fi „fugit”.
Între timp, germanii au ocupat Oslo și la 17:30 postul național de radio a încetat emisia la cererea forțelor de ocupație. Cu susținere germană, la orele 19:30, Quisling a intrat în studiourile NRK de la Oslo și a proclamat formarea unui nou guvern cu el ca prim ministru. El a revocat și un ordin anterior de mobilizare împotriva invaziei naziste. Tot nu avea legitimitate. Două ordine, unul dat unui prieten din armată (colonelul Hans S. Hiorth, comandantul regimentului de la Elverum) de a-i aresta pe membrii guvernului și un altul adresat șefului poliției orașului Oslo Kristian Welhaven⁠(en)[traduceți]—au fost ignorate. La 22:00, Quisling a reluat emisia, repetându-și mesajul anterior și citind o listă de noi miniștri. Hitler l-a susținut, după cum promisese, și a recunoscut noul guvern norvegian condus de Quisling în 24 de ore. Bateriile norvegiene încă mai trăgeau asupra forței germane de invazie, și la orele 03:00 în ziua de 10 aprilie Quisling s-a conformat cererii germane de a opri rezistența cetății Bolærne⁠(en)[traduceți]. Ca urmare a acțiunilor de acest fel, s-a afirmat la acea vreme că preluarea puterii de către Quisling cu un guvern-marionetă făcuse de la bun început parte din planul german.
Quisling ajunsese la apogeul carierei sale politice. La 10 aprilie, Bräuer s-a deplasat la Elverum unde își avea acum sediul guvernul Nygaardsvold⁠(en)[traduceți]. Din ordinele lui Hitler, el a cerut ca regele Haakon să-l numească pe Quisling șef al unui nou guvern, asigurându-și astfel o tranziție pașnică a puterii. Nu numai că Haakon l-a refuzat, dar a anunțat că mai degrabă ar abdica decât să numească un guvern condus de Quisling. Auzind aceasta, guvernul a votat în unanimitate să susțină poziția regelui, și a cerut poporului să continue rezistența. Lipsit de susținere populară, Quisling nu-i mai era de folos lui Hitler. Germania și-a retractat susținerea acordată guvernului său rival, preferând în schimb să-și construiască propria comisie independentă de guvernare. În acest fel, Quisling a fost îndepărtat de la putere de Bräuer și de o coaliție de foști aliați ai lui, între care și Hjort, care îl considerau un risc. Chiar și aliații săi politici, între care Prytz, l-au abandonat.
În schimb, Hitler i-a scris lui Quisling pentru a evita discreditarea lui totală (în eventualitatea ca el să devină un viitor conducător al Norvegiei), mulțumindu-i pentru eforturile de bună credință și garantându-i o poziție în noul guvern. Transferul de putere în aceste condiții a fost pus în aplicare la 15 aprilie, când Hitler încă mai era încrezător că Consiliul Administrativ⁠(en)[traduceți] va mai primi acceptul regelui. Reputația națională și internațională a lui Quisling a atins cote dezastruoase, el fiind văzut ca un ratat și ca un trădător.

### Șef al guvernului
Imediat ce regele declarase ilegală comisia germană, a devenit clar că el nu poate fi câștigat. Nerăbdător, Hitler l-a numit la 24 aprilie pe germanul Josef Terboven⁠(en)[traduceți] în funcția de Reichskommissar⁠(en)[traduceți] al Norvegiei, subordonat direct lui. În ciuda asigurărilor date de Hitler, Terboven dorea să se asigure că în guvern nu va fi loc pentru Nasjonal Samling și nici pentru liderul său, Quisling, cu care generalul nu se înțelegea. Terboven a acceptat în cele din urmă o anumită prezență din partea Nasjonal Samling în guvern în luna iunie, dar nu s-a lăsat convins în privința lui Quisling. Ca urmare, la 25 iunie, Terboven l-a obligat pe Quisling să se retragă din funcția de lider al Nasjonal Samling și să plece în concediu prelungit în Germania. Quisling a rămas acolo până la 20 august, timp în care Rosenberg și amiralul Erich Raeder, pe care îi cunoscuse cu ocazia vizitei anterioare la Berlin, au negociat în numele lui. În cele din urmă, Quisling s-a întors „triumfător”, după ce l-a câștigat pe Hitler într-o întâlnire la 16 august. Reichskommissarul era acum obligat să-l accepte pe Quisling ca șef al guvernului, apoi să-i permită să reconstruiască Nasjonal Samling și să aducă mai mulți oameni de ai săi în cabinet. Terboven s-a conformat și s-a adresat poporului norvegian într-o emisiune radio în care a afirmat că Nasjonal Samling va fi singurul partid politic tolerat.
Ca urmare, până la sfârșitul lui 1940, fusese suspendată monarhia, deși au continuat să funcționeze Parlamentul și un organism similar unui cabinet. Nasjonal Samling, singurul partid pro-german, urma să fie cultivat, dar Reichskommissariatul lui Terboven rămânea la putere până la noi ordine. Quisling avea să fie prim ministru și zece dintre cei treisprezece miniștri ai săi urmau să vină din partidul lui. El s-a lansat într-un program de eradicare a „distrugătoarelor principii ale Revoluției Franceze”, inclusiv pluralismul și rolul legislativ al parlamentului. Acțiunile lui s-au extins până la nivel local, primarii care treceau la Nasjonal Samling fiind răsplătiți cu mai multă putere. S-au făcut investiții în programe culturale puternic cenzurate, deși presa a rămas teoretic liberă. Pentru a mări șansele de supraviețuire ale genotipului nordic, contracepția a fost sever restricționată. Partidul lui Quisling a trecut printr-o creștere rapidă a numărului de membri până la puțin peste 30.000, dar în ciuda optimismului său, nu avea să treacă niciodată peste 40.000.

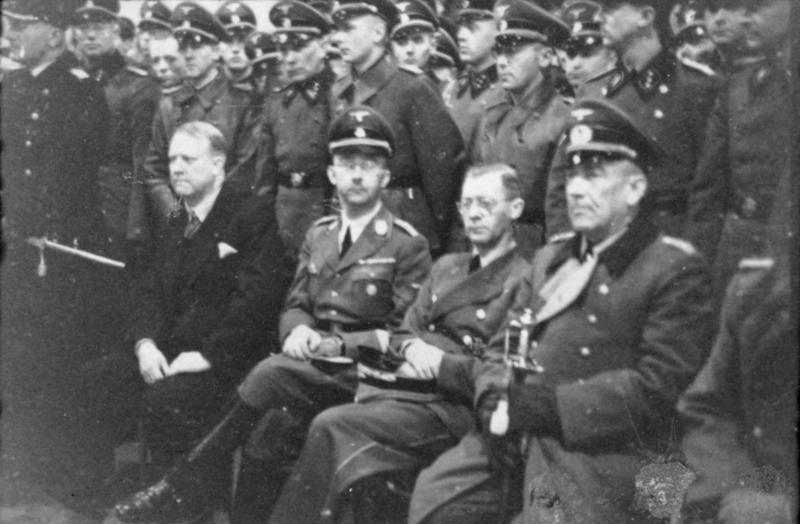
Heinrich Himmler a vizitat Norvegia în 1941. Așezați (de la stânga la dreapta) sunt Quisling, Himmler, Terboven și generalul en, comandant al forțelor germane din Norvegia.

La 5 decembrie 1940, Quisling a mers la Berlin pentru a negocia viitorul independenței Norvegiei. Când s-a întors, la 13 decembrie, acceptate să strângă voluntari pentru a lupta alături de Schutzstaffel (SS). În ianuarie, șeful SS Heinrich Himmler a venit în Norvegia pentru a supraveghea pregătirile. În mod cert, Quisling credea că dacă Norvegia susține Germania Nazistă în luptă, nu va fi niciun motiv ca Germania să o anexeze. În acest scop, el s-a opus planurilor de a instala în Norvegia o brigadă SS germană loială doar lui Hitler. El și-a întărit și poziția împotriva țării care îl adăpostea pe regele în exil, Regatul Unit, pe care nu o mai vedea ca aliat nordic. În cele din urmă, Quisling a aliniat politica norvegiană privind evreii cu cea a Germaniei, ținând la Frankfurt un discurs la 26 martie 1941, în care a susținut exilul definitiv, dar a avertizat împotriva exterminării.
În mai, Quisling a fost sfâșiat de moartea mamei sale, Anna, cei doi fiind deosebit de apropiați. În același timp, criza politică pe tema independenței Norvegiei s-a accentuat, Quisling amenințându-l pe Terboven cu demisia pe probleme de finanțe. În cele din urmă, Reichskommissarul a acceptat un compromis, dar Quisling a trebuit să cedeze în subiectul SS: s-a înființat o brigadă, dar ca ramură a Nasjonal Samling.
Între timp, linia guvernului s-a întărit, liderii Partidului Comunist fiind arestați și sindicaliștii intimidați. La 10 septembrie 1941, Viggo Hansteen⁠(en)[traduceți] și Rolf Wickstrøm⁠(en)[traduceți] au fost executați și mulți alții au fost încarcerați în urma Grevei Laptelui⁠(en)[traduceți] din Oslo. Execuția lui Hansteen avea să fie apoi văzută ca moment de cumpănă, de trecere a ocupației de la o fază mai nevinovată la una mai criminală. În același an, poliția națională⁠(en)[traduceți], abolită în 1937, a fost reînființată pentru asista Gestapoul în Norvegia, aparate de radio fiind confiscate în toată țara. Deși acestea erau hotărârile lui Terboven, Quisling a fost de acord cu ele și a condamnat guvernul în exil ca fiind „trădători”. Ca urmare a atitudinii sale mai radicale, a apărut la nivelul societății un „front de gheață” neoficial, susținătorii Nasjonal Samling fiind ostracizați din societate. Quisling a rămas convins că acesta este doar un sentiment antigerman care va dispărea odată ce Berlinul va fi predat puterea către Nasjonal Samling. Singurele concesiuni câștigate de el în 1941 erau însă promovarea șefilor de ministere la rang de miniștri ai guvernului și independența secretariatului de partid.
În ianuarie 1942, Terboven a anunțat că administrația germană va fi lichidată. Puțin după aceea, el i-a spus lui Quisling că Hitler aprobase transferul de putere, programat pentru 30 ianuarie. Quisling s-a îndoit că aceasta se va întâmpla, întrucât Germania și Norvegia erau angajate în complexe negocieri de pace care nu puteau fi terminate înainte de pacificarea Frontului de Est, în timp ce Terboven a insistat că Reichskommissariatul va rămâne la putere până la venirea păcii. Quisling putea fi însă încrezător că poziția sa în partid și în raport cu Berlinul este intangibilă, deși era nepopular în Norvegia, lucru de care era conștient.
După o scurtă amânare, la 1 februarie 1942, s-a făcut un anunț prin care se detalia cum cabinetul îl alesese pe Quisling în funcția de ministru-președinte al guvernului național. Numirea a fost însoțită de un banchet, un miting și alte manifestări organizate de membrii Nasjonal Samling. În primul său discurs, Quisling a angajat guvernul pe calea strângerii relațiilor cu Germania. Singura modificare în Constituție a fost reinstituirea interdicției asupra pătrunderii evreilor în Norvegia⁠(en)[traduceți], care fusese abolită în 1851.

### Ministru-Președinte

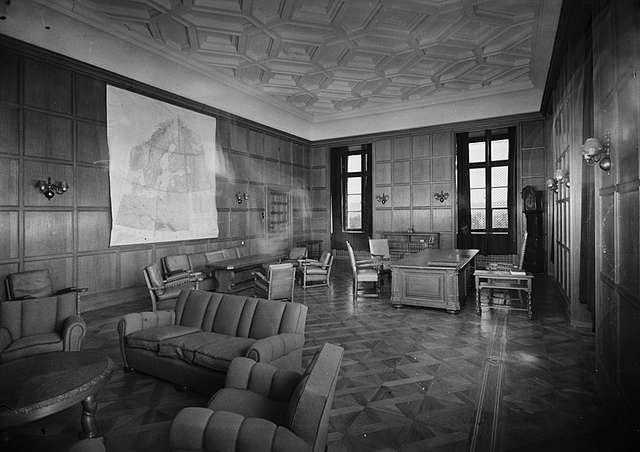
Biroul lui Quisling de la Palatul Regal, în care s-a mutat în februarie 1942

Noul post îi dădea lui Quisling o siguranță a funcției de care nu se bucurase anterior, deși Reichskommissariatul a rămas în afara controlului său. După o lună, în februarie 1942, Quisling a efectuat prima sa vizită de stat la Berlin. A fost una productivă, în care au fost discutate toate aspectele-cheie privind independența Norvegiei—dar mai ales Joseph Goebbels nu a fost convins de calitățile lui Quisling, notând că este „puțin probabil” ca acesta „să fie vreodată un mare om de stat”.
Întors acasă, Quisling era acum mai puțin îngrijorat de numărul de membri ai Nasjonal Samling și chiar a dorit acțiuni de curățare a listei de membri, cu eliminarea inclusiv a bețivilor. La 12 martie, Norvegia a devenit oficial stat cu partid unic. În timp, criticile și rezistența împotriva partidului au fost incriminate, deși Quisling și-a exprimat regretul că trebuie să facă acest pas. El spera sincer că fiecare norvegian va înțelege singur să accepte guvernarea sa.
Acest optimism a fost doar unul de scurtă durată. În cursul verii lui 1942, Quisling a pierdut orice șansă la care putea spera să convingă opinia publică, după ce a încercat sa oblige copiii să se înscrie în organizația de tineret Nasjonal Samlings Ungdomsfylking⁠(en)[traduceți], modelată după Hitlerjugend. Această acțiune a declanșat demisiile în masă ale profesorilor și clericilor, coroborate cu frământări sociale pe scară largă. Tentativa de punere sub acuzare a episcopului Eivind Berggrav⁠(en)[traduceți] s-a dovedit la fel de controversată, chiar și în rândurile aliaților săi germani. Quisling și-a întărit acum atitudinea, spunându-le norvegienilor că regimul le va fi impus „indiferent dacă le place sau nu”. La 1 mai, Înaltul Comandament German nota că „a început rezistența organizată împotriva lui Quisling” și ca urmare, că negocierile de pace germano-norvegiene s-au împotmolit. La 11 august, Hitler a amânat orice alte negocieri de pace până la sfârșitul războiului. Quisling a fost admonestat și a aflat că Norvegia nu va primi independența pe care și-o dorea atât de mult. Ca insultă suplimentară, pentru prima oară, i s-a interzis să-i scrie direct lui Hitler.
Până atunci, Quisling militase pentru o alternativă corporatistă la Parlament (Storting), alternativă pe care el a denumit-o Riksting. Acesta avea să aibă două camere, Næringsting (Camera Economică) și Kulturting (Camera Culturală). Acum, în urma celei de a opta (și ultimei) convenții naționale a Nasjonal Samling de la 25 septembrie, după ce și-a pierdut încrederea în organizațiile profesionale, s-a răzgândit. Riksting a devenit un corp consultativ, în vreme ce Førerting (Consiliul Førerului) și camerele parlamentare urmau să devină organizații independente subordonate ministerelor respective.
După convenție, susținerea pentru Nasjonal Samling, și pentru Quisling, a intrat într-un ireversibil declin. Facționalismul din ce în ce mai răspândit, dar și pierderile de persoane, între care și moartea accidentală a politicianului Gulbrand Lunde⁠(en)[traduceți], s-au coroborat cu demonstrații de forță ale germanilor, cum ar fi împușcarea a zece locuitori de seamă din Trøndelag și din împrejurimi în octombrie 1942⁠(en)[traduceți]. În plus, legea ex-post facto lex Eilifsen⁠(en)[traduceți] din august 1943, care a dus la prima condamnare la moarte pronunțată de regim, a fost văzută ca o încălcare flagrantă a Constituției și ca un semn al implicării din ce în ce mai mari a Norvegiei în Soluția Finală, ceea ce avea să distrugă tot ce realizase convenția în termeni de moral în rândul membrilor partidului.

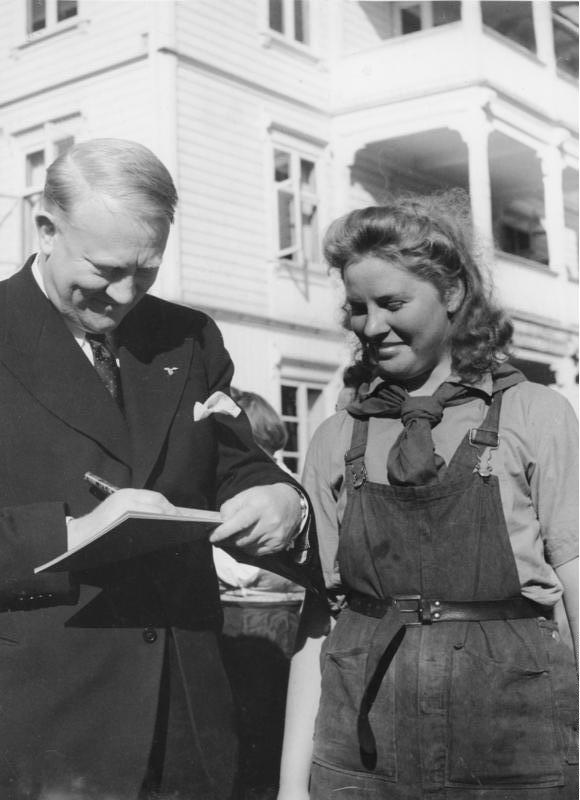
Quisling semnând un autograf, 1943

Cu reducerea activității guvernului și cu implicarea personală a lui Quisling, evreii au fost înregistrați într-o inițiativă germană din ianuarie 1942. La 26 octombrie, forțele germane, ajutate de poliția norvegiană, au arestat 300 de bărbați evrei înregistrați în Norvegia și i-a trimis în lagăre de concentrare, majoritatea aflate în Berg și întreținute de Hirden⁠(en)[traduceți], aripa paramilitară a Nasjonal Samling. Persoanele de peste 65 de ani au fost rapid eliberate de guvernul norvegian. Cel mai controversat, proprietățile evreilor au fost confiscate de stat.
La 26 noiembrie, deținuții au fost deportați, împreună cu familiile lor. Deși aceasta a fost o inițiativă întru totul germană— Quisling însuși nu a fost informat, deși a existat asistență guvernamentală— Quisling a lăsat publicul norvegian să creadă că prima deportare a evreilor în lagărele din Polonia ar fi fost ideea lui. Încă 250 au fost deportați în februarie 1943 și rămâne neclar care a fost poziția oficială a partidului în ce privește soarta finală a celor 759 de deportați norvegieni. Există dovezi care sugerează că Quisling credea sincer linia oficială din 1943 și 1944, aceea că ei așteaptă repatrierea într-o nouă patrie evreiască.
În același timp, Quisling credea că singurul mod de a redobândi respectul lui Hitler era să adune voluntari pentru efortul german de război, ajuns acum în impas, și a angajat Norvegia cu toată inima în planurile Germaniei de a duce războiul total. Cel puțin pentru el, după înfrângerea Germaniei la Stalingrad în februarie 1943, Norvegia avea acum un rol de jucat în conservarea puterii imperiului german. În aprilie 1943, Quisling a ținut un discurs înflăcărat prin care a atacat refuzul Germaniei de a-și clarifica planurile pentru Europa post-belică. Când i-a transmis aceasta lui Hitler personal, liderul nazist a rămas neclintit în ciuda contribuțiilor Norvegiei la efortul de război. Quisling s-a simțit trădat pentru această amânare a libertății Norvegiei, atitudine care s-a ameliorat doar când Hitler a acceptat în cele din urmă ideea unei Norvegii post-belice libere în septembrie 1943.
Quisling a obosit în ultimii ani de război. În 1942, a adoptat 231 de legi, în 1943 166, și în 1944 139. Politica socială a fost singura zonă care încă mai primea atenție adecvată. El a realizat că Germania se află în fața unei înfrângeri, dar în public optimismul rămânea o atitudine obligatorie de fațadă, așa cum era cazul cu toți aliații lui Hitler. Până în acea toamnă, Quisling și Mussert din Țările de Jos puteau fi mulțumiți că cel puțin supraviețuiseră. În 1944, problemele de greutate pe care le avea Quisling în ultimii doi ani s-au ameliorat.
În ciuda perspectivelor militare din ce în ce mai sumbre, poziția Nasjonal Samling în fruntea guvernului, deși într-o relație ambiguă cu Reichskommissariatul, a rămas de neclintit. Cu toate acestea, germanii au exercitat controlul din ce în ce mai ferm asupra legilor și ordinii în țară. După deportarea evreilor, Germania a deportat ofițerii norvegieni și în cele din urmă a încercat să deporteze studenți de la Universitatea din Oslo. Chiar și Hitler era deranjat de scara arestărilor. Quisling a ajuns implicat într-un scandal similar la începutul lui 1944 când a obligat recrutarea în serviciul militar a unor elemente din Hird, ceea ce a făcut mai mulți membri să demisioneze pentru a evita recrutarea.
La 20 ianuarie 1945, Quisling a făcut ceea ce avea să fie ultima sa vizită la Hitler. I-a promis acestuia ajutor norvegian în ultima fază a războiului dacă Germania acceptă o pace prin care afacerile Norvegiei rămân în afara sferei intervenției germane. Propunere a ieșit din niște temeri că forțele germane, în retragerea lor spre sud prin Norvegia, vor lăsa nordul țării scăpat de sub controlul guvernului. Spre groaza regimului Quisling, naziștii au hotărât în schimb o politică a pământului pârjolit în nordul Norvegiei, mergând până la a împușca civilii norvegieni care refuză să evacueze regiunea. Perioada a fost marcată și de creșterea victimelor civile ale raidurilor aeriene ale Aliaților, dar și creșterea rezistenței împotriva guvernului⁠(en)[traduceți] în Norvegia ocupată. Întâlnirea cu liderul german s-a dovedit nereușită și, când i s-a cerut să semneze ordinul de execuție a câtorva mii de „sabotori” norvegieni, Quisling a refuzat, act de sfidare care l-a înfuriat într-atât pe Terboven, aflat sub ordinele lui Hitler, încât a ieșit de la negocieri trântind ușa. Când a povestit unui prieten, Quisling a izbucnit în lacrimi, convins fiind că refuzul naziștilor de a semna un acord de pace îi va pecetlui reputația de trădător.
Quisling a petrecut ultimele luni ale războiului încercând să împiedice moartea cât mai multor norvegieni în ultimele lupte ce se preconizau a se duce între germani și forțele aliate în Norvegia. Regimul a acționat în sensul repatrierii norvegienilor deținuți în lagărele germane de prizonieri de război. În particular, Quisling acceptase de mult că național-socialismul va fi înfrânt. Sinuciderea lui Hitler la 30 aprilie 1945 l-a lăsat liber să-și urmeze public cursul ales de el pentru sfârșitul ostilităților, o ofertă naivă de tranziție a puterii către un guvern care să partajeze puterea cu guvernul în exil.
La 7 mai, Quisling a ordonat poliției să nu ofere rezistență armată în fața înaintării Aliaților, cu excepția cazurilor de autoapărare, sau împotriva membrilor cunoscuți ai rezistenței norvegiene. În aceeași zi, Germania a anunțat că va capitula necondiționat, ceea ce a făcut ca poziția lui Quisling să devină imposibil de apărat. Realist, Quisling s-a întâlnit a doua zi cu liderii militari ai rezistenței pentru a discuta cum va fi arestat. Quisling a declarat că nu dorește să fie tratat ca un infractor de drept comun, dar nici să aibă parte de vreun tratament preferențial în raport cu colegii din Nasjonal Samling. El a susținut că ar fi putut să ordone forțelor sale să lupte până la sfârșit, dar a ales să nu facă aceasta, în ideea de a evita transformarea „Norvegiei într-un câmp de luptă”. În schimb, el a încercat să asigure o tranziție pașnică. În schimb, rezistența i-a oferit procese complete după război pentru toți membrii Nasjonal Samling și pentru conducătorii lui, căzându-se de acord și ca el să fie încarcerat într-o casă în loc de un penitenciar.

## Arestarea, procesul și amintirea
Conducerea civilă a rezistenței, reprezentată de avocatul Sven Arntzen⁠(en)[traduceți], a cerut ca Quisling să fie tratat ca orice alt suspect de crimă și, la 9 mai, Quisling și miniștrii săi nu au avut de ales decât să se predea poliției. Quisling a fost transferat la celula 12 din Møllergata 19⁠(en)[traduceți], principala secție de poliție din Oslo. Celula era dotată cu o masă mică, o cadă și o nișă în perete pentru găleata de noapte.
După zece săptămâni în care a fost urmărit constant pentru a preveni tentativele de sinucidere, a fost transferat la Cetatea Akershus și a așteptat procesul în contextul epurării legale⁠(en)[traduceți]. Deși la început a slăbit și suferea de polineurită⁠(en)[traduceți], datorită constituției sale puternice în curând a început să lucreze la apărarea sa împreună cu Henrik Bergh⁠(en)[traduceți], un avocat cu rezultate bune, dar care nu îl simpatiza deloc, cel puțin la început, pe Quisling. Bergh îl credea, însă, pe Quisling când spunea că a încercat să acționeze în interesul Norvegiei și a hotărât să folosească acest argument ca punct de pornire pentru apărare.
La început, acuzațiile împotriva lui Quisling s-au legat de lovitura de stat, inclusiv de revocarea ordinului de mobilizare; de perioada în care a condus Nasjonal Samling; și de acțiunile sale ca ministru-președinte, cum ar fi ajutarea inamicului și tentativa ilegală de modificare a constituției. În cele din urmă, el a fost acuzat și de uciderea lui Gunnar Eilifsen⁠(en)[traduceți]. Deși nu a contestat faptele-cheie, el a negat toate acuzațiile pe motiv că întotdeauna a lucrat pentru o Norvegie liberă și prosperă, și a oferit Curții un răspuns ce se întindea pe șaizeci de pagini. La 11 iulie, s-a mai adus un act de acuzare, cu o nouă serie de capete de acuzare, inclusiv mai multe omoruri, furturi, delapidări și, cel mai îngrijorător pentru Quisling, acuzația de conspirație cu Hitler în vederea ocupării Norvegiei la 9 aprilie.
Procesul a început la 20 august 1945. Apărarea lui Quisling s-a bazat pe minimizarea colaborării sale cu Germania și cu accentuarea ideii că el a luptat pentru independență totală, ceea ce părea cu totul contrar amintirilor multor norvegieni. Din acel punct, scria biograful Dahl, Quisling a trebuit să meargă pe „o linie subțire între adevăr și minciună”, și a ieșit la capăt ca „o figură evazivă și adesea demnă de milă”. De mai multe ori a prezentat faptele fals și cele câteva afirmații sincere i-au adus doar puțini susținători în țară, unde a rămas disprețuit de aproape toată lumea.
În zilele ce au urmat procesului, sănătatea lui Quisling a avut de suferit, în mare parte ca urmare a numeroaselor analize medicale la care a fost supus, iar apărarea sa a slăbit. Puternicul discurs de încheiere al acuzării a pus în spatele lui Quisling responsabilitatea pentru implementarea Soluției Finale în Norvegia, folosind mărturia unor oficiali germani. Procurorul Annæus Schjødt⁠(en)[traduceți] a cerut pedeapsa cu moartea, folosindu-se de legi introduse de guvernul în exil în octombrie 1941 și în ianuarie 1942.

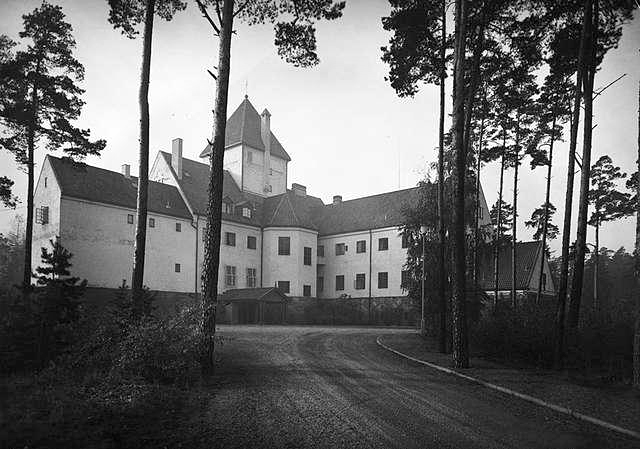
Reședința lui Quisling, en în 1945, pe care a botezat-o „Gimle”, nume extras din mitologia nordică

Discursurile erudite ale lui Bergh și Quisling nu au putut schimba rezultatul și verdictul a fost anunțat la 10 septembrie, Quisling fiind condamnat pentru toate acuzațiile, cu excepția câtorva minore. Pentru numeroasele crime de care a fost găsit vinovat, a fost condamnat la moarte. Pedeapsa cu moartea a fost justificată în mare parte pe afirmațiile că planurile sale erau ca Norvegia să devină, în cel mai bun caz, un stat vasal Germaniei.
Un apel înregistrat în octombrie la Curtea Supremă⁠(en)[traduceți] a fost respins. Procesul a fost considerat „un model de corectitudine” într-un comentariu al autorului Maynard Cohen. După ce a depus mărturie în mai multe alte procese ale membrilor Nasjonal Samling, Quisling a fost executat prin împușcare la Cetatea Akershus la 02:40 în ziua de 24 octombrie 1945. Ultimele sale cuvinte au fost: „sunt condamnat pe nedrept și mor nevinovat”. Corpul său a fost incinerat, iar cenușa a fost înmormântată la Fyresdal.
Văduva sa, Maria, a trăit la Oslo până la moartea ei în 1980. Nu au avut copii. La moartea ei, ea a donat toate antichitățile rusești unui fond de caritate care funcționează și astăzi în Oslo. În ultima parte a carierei sale politice, Quisling a trăit într-o vilă de pe Bygdøy în Oslo, pe care a poreclit-o „Gimle”, după locul din mitologia nordică unde urmau să trăiască supraviețuitorii marii bătălii de la Ragnarok. Casa, denumită astăzi Villa Grande, a devenit muzeu al Holocaustului. Mișcarea Nasjonal Samling a fost exclusă din viața politică din Norvegia, deși Quisling a devenit unul din cele mai tratate subiecte de biografii de norvegieni. Cuvântul quisling a devenit sinonim cu trădător. Termenul a fost inventat de ziarul britanic The Times în articolul principal din 15 aprilie 1940, intitulat „Quislingi peste tot”. Substantivul a supraviețuit și, o vreme după al Doilea Război Mondial, în Regatul Unit s-a adăugat la limba engleză și verbul to quisle /ˈkwɪzəl/, format prin interpretarea numelui Quisling ca fals gerunziu din cauza terminației -ing. Despre cineva care trăda, se spunea că făcea quisling.

## Personalitatea
În timpul vieții, relatările despre Quisling apărute în public depindeau de cine le povestea. Pentru susținători, Quisling era privit ca administrator conștiincios, bun cunoscător și atent la detalii. Echilibrat și blând până la extrem, ei credeau că el își iubește profund poporul și că menținea înalte standarde morale. Pentru adversari, Quisling era instabil și indisciplinat, abrupt, chiar amenințător. Este foarte posibil ca ambele evaluări să fie adevărate, el fiind relaxat între prieteni și sub presiune în confruntările cu adversari politici, și în general timid cu ambii. În întrunirile formale, el adesea nu spunea nimic cu excepția unor cascade ocazionale de retorică dramatică. Într-adevăr, el nu reacționa bine sub presiune și adesea lăsa să-i scape sentimente excesiv de dramatice atunci când era constrâns. Deși în mod normal era deschis criticilor, tindea să creadă că grupurile mai mari constituie conspirații.
Interpretările postbelice ale caracterului lui Quisling sunt la fel de diverse. După război, comportamentul colaboraționist a fost văzut în popor drept rezultat al unei deficiențe mintale, lăsând personalitatea unui Quisling evident mai inteligent ca o „enigmă”. În schimb, el era văzut ca slab, paranoic, steril din punct de vedere intelectual, și însetat de putere: în cele din urmă "mai degrabă superficial decât profund corupt".
Sociologul norvegian Johan Galtung l-a descris pe Quisling ca un mini-Hitler cu un complex CMT (chosenness-myth-trauma), sau, altfel, cu megalo-paranoia, diagnostic pus în vremurile moderne mai degrabă ca sindromul personalității narcisiste. El era „bine instalat în personalitatea sa”, dar incapabil să obțină susținere în rândul propriilor oameni, întrucât populația nu furniza o oglindă a ideologiei lui Quisling. Pe scurt, era „un dictator și un clown pe o scenă greșită cu un scenariu greșit.” Citat de Dahl, profesorul psihiatru Gabriel Langfelt a afirmat că scopurile lui Quisling „se potriveau descrierii clasice ale megalomaniei paranoice mai precis decât orice alt caz pe care îl întâlnise.”
Cât a fost în funcție, Quisling se trezea devreme, adesea lucrând câteva ore înainte de a ajunge la birou între 9:30 și 10:00. Îi plăcea să intervină practic în toate chestiunile de guvernare, citind personal toate scrisorile ce îi erau adresate lui sau cancelariei sale, și marcând un număr surprinzător din ele ca acceptabile. Quisling gândea independent, lua mai multe decizii importante pe loc și, spre deosebire de omologul său german, îi plăcea să urmeze procedurile pentru a se asigura că guvernul rămâne „demn și civilizat”. S-a interesat personal de administrarea orașului Fyresdal, unde se născuse.
A respins ideea supremației rasiale germane, văzând în schimb rasa norvegiană ca strămoș al Europei nordice, trasându-și arborele genealogic în timpul liber. Membrii de partid nu au primit tratament preferențial, deși Quisling nu a împărtășit greutățile războiului suferite de compatrioții lui. Totuși, multe daruri primite au rămas nefolosite și nu a trăit extravagant.

## Ideile religioase și filosofice

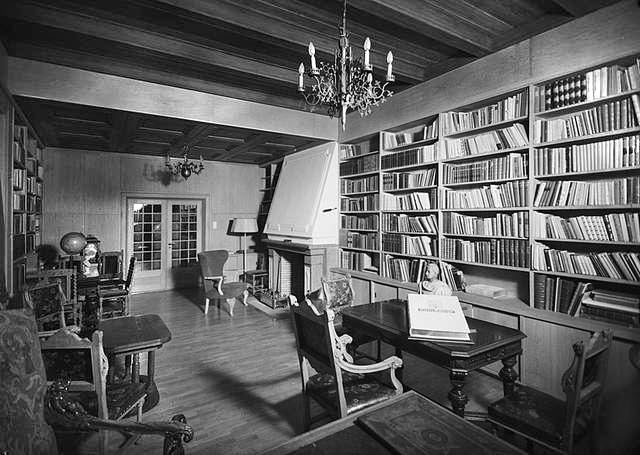
Biblioteca lui Quisling cuprindea operele mai multor filosofi eminenți.

Quisling era interesat de știință, de religiile orientale și de metafizică, adunând în timp o bibliotecă ce includea opere de Spinoza, Kant, Hegel și Schopenhauer. A ținut pasul cu dezvoltările din domeniul fizicii cuantice, dar nu și cu ideile filosofice mai actuale. A amestecat filosofia cu știința într-o nouă religie numită de el Universism (sau Universalism), care era o explicație unificată a tuturor lucrurilor. Se spune despre scrierile sale originare că se întind pe două mii de pagini. El respingea învățăturile elementare ale creștinismului și avea o teorie proprie a vieții. Termenul de Universism, a fost împrumutat dintr-o carte de Jan Jakob Maria de Groot⁠(en)[traduceți] despre filosofia chinezească. Cartea lui De Groot susținea că taoismul, confucianismul și budismul fac toate parte dintr-o religie mondială denumită de Groot „Universism”. Quisling descria cum noua sa filosofie „...derivă din teoria relativității universale, ale cărei instanțe speciale sunt teoriile relativității restrânsă și generală.” Quisling dorea ca universismul să devină religie oficială de stat a noii sale Norvegii, și el spunea că „avansarea unui astfel de sistem depinde de progresul științei”.
Magnum opusul său era divizat în patru părți: o introducere; o descriere a aparentului progres al omenirii de la conștiința individuală la conștiințe din ce în ce mai complexe; o secțiune despre canoanele sale de moralitate și lege; și o ultimă secțiune despre știință, artă, politică, istorie, rasă și religie. Concluzia urma să fie intitulată „Organizarea și clasificarea organică a lumii”, dar opera a rămas neterminată. În general, Quisling a lucrat rareori la ea cât a fost implicat în politică. Biograful Hans Fredrik Dahl descrie această situație ca „fericită”, deoarece Quisling „nu ar fi dobândit niciodată recunoaștere” ca filosof.
În timpul procesului, și mai ales după ce a fost condamnat, Quisling s-a interesat din nou de Universism. El vedea evenimentele războiului ca parte a mișcării către aducerea regatului lui Dumnezeu pe pământ și își justifica acțiunile în acești termeni. În prima săptămână din octombrie, a scris un document de cincizeci de pagini intitulat aforisme universiste, care reprezentau „...o dezvăluire aproape extatică a adevărului și a luminii ce va veni, ce purta marca unui adevărat profet.” Documentul a fost notabil și pentru atacurile împotriva materialismului național-socialist și pentru respingerea rasismului și antisemitismului la care subscrisese anterior. În plus, el a lucrat și la o predică, Dreptatea eternă, în care reitera credințele sale de bază, inclusiv cea în reîncarnare.